# Timor oriental aux Jeux olympiques d'été de 2012
Le Timor oriental a participé aux Jeux olympiques d'été de 2012 à Londres, du 27 juillet au 12 août 2012. Ses deux sportifs n'ont pas remporté de médaille.

## Athlètes engagés
La délégation est-timoraise était composée de deux sportifs,.

### Athlétisme
- Hommes : Augusto Ramos Soares sur marathon
- Femmes : Juventina Napoleao sur marathon